# Rob Krar
Pour les articles homonymes, voir Krar.
Rob Krar, officiellement Robert Krar, est un traileur canadien né le 30 décembre 1976 à Hamilton. Il a notamment remporté la Leona Divide 50 Mile en 2013, le Leadville Trail 100 en 2014 et 2018 et la Western States Endurance Run en 2014 et 2015.

## Résultats
| no  | masculin          | Course                          | Longueur | Départ           | Temps            |
| --- | ----------------- | ------------------------------- | -------- | ---------------- | ---------------- |
| 1er | Médaille d'or     | Leona Divide 50 Mile            | 50 mi    | 27 avril 2013    | 5 h 53 min 51 s  |
| 2e  | Médaille d'argent | Western States Endurance Run    | 100 mi   | 29 juin 2013     | 15 h 22 min 05 s |
| 2e  | Médaille d'argent | Lake Sonoma 50                  | 50 mi    | 12 avril 2014    | 6 h 12 min 14 s  |
| 1er | Médaille d'or     | Western States Endurance Run    | 100 mi   | 28 juin 2014     | 14 h 53 min 22 s |
| 1er | Médaille d'or     | Leadville Trail 100             | 100 mi   | 16 août 2014     | 16 h 09 min 32 s |
| 1er | Médaille d'or     | Western States Endurance Run    | 100 mi   | 27 juin 2015     | 14 h 48 min 59 s |
| 2e  | Médaille d'argent | Ultra-Trail Australia           | 100 km   | 20 mai 2017      | 9 h 11 min 15 s  |
| 1er | Médaille d'or     | Leadville Trail 100             | 100 mi   | 18 août 2018     | 15 h 51 min 57 s |
| 1er | Médaille d'or     | Ultra-Trail Harricana du Canada | 28 km    | 9 septembre 2018 | 2 h 05 min 35 s  |